# Kovylkinskij rajon
Il Kovylkinskij rajon (in russo Ковылкинский район?) è un municipal'nyj rajon della Repubblica Autonoma di Mordovia, nella Russia europea.